# Glossaire de la Révolution française
 (septembre 2021).
Si vous disposez d'ouvrages ou d'articles de référence ou si vous connaissez des sites web de qualité traitant du thème abordé ici, merci de compléter l'article en donnant les références utiles à sa vérifiabilité et en les liant à la section « Notes et références ».
Ce glossaire de la Révolution française tente de définir les principaux termes du vocabulaire de la Révolution française. Cette terminologie peut être incertaine. La même faction politique peut être désignée par plusieurs noms différents par plusieurs historiens différents ou par le même historien dans des contextes différents.

## Les trois états
On dit aussi les trois ordres, les deux premiers ayant des privilèges. Chacun des ordres a une tâche et un rôle bien précis dans la société d'Ancien Régime.
- Le clergé, premier état, incluant le haut clergé (évêques et abbés) et le bas clergé (curés et moines). Ils font le lien - par la célébration de l'Eucharistie, l'administration des Sacrements et les œuvres charitables - avec Dieu. Le clergé est aussi chargé de l'enseignement (qu'il délègue parfois à des laïcs).
- La noblesse, deuxième état. La noblesse inclut le roi Primus inter pares et sa famille. On divise habituellement la noblesse en noblesse d'épée, descendants de la chevalerie du Moyen Âge - qui paie "l'impôt du sang" lors des guerres - et en noblesse de robe, descendant de bourgeois enrichis anoblis par l'exercice de fonctions publiques (magistrats, officiers royaux, élus municipaux).
- Les Communes, troisième ordre ou tiers état comprend tous ceux qui ne sont membres d'aucun des deux premiers ordres. Ce sont eux qui paient l'impôt du sol ceux qui travaillent, qu'ils soient paysans, artisans, commerçants etc. Le terme désigne notamment la bourgeoisie, mais aussi l'ensemble des classes laborieuses. Les sans-culottes en font partie.

## Groupes sociaux
- Les ci-devant sont les anciens nobles après l'abolition des privilèges.
- Les sans-culottes sont des révolutionnaires radicaux, souvent issus du peuple. Leur tenue vestimentaire comporte un pantalon à rayures bleu blanc rouge, au lieu de la culotte, portée par les nobles et les bourgeois, et un bonnet phrygien rouge.

## Constitutions, lois et décrets
Constitutions
Pendant la Révolution, la France a connu plusieurs constitutions.
- Constitution du 3 septembre 1791. Elle établit une monarchie parlementaire et l'Assemblée législative.
- Constitution de l'an I ou du 24 juin 1793. Constitution républicaine, jamais appliquée.
- Constitution de l'an III ou du 22 août 1795. Elle établit le Directoire.
- Constitution de l'an VIII ou du 13 décembre 1799. Elle établit le Consulat.
- Constitution de l'an X ou du 2 août 1802. Elle établit le Consulat à vie.
- Constitution de l'an XII ou du 18 mai 1804. Elle établit le Premier Empire.

Décrets
- Décret du 21 février 1793 sur l'amalgame militaire

## Structures de gouvernement
- L'Ancien Régime - La monarchie "absolue" (ce qui veut dire "parfaite") des Bourbons, descendant par les mâles d'Hugues Capet, élu roi par ses pairs en 987 après la mort du dernier Carolingien. Ses membres règnent sur la France depuis 800 ans.
- Les Parlements - Sous l'ancien régime, les parlements sont des cours souveraines, chargées de rendre la justice, principalement en dernière instance. Les parlements étaient également titulaires du droit d'enregistrement des décisions royales et du droit de remontrance.

- Les États généraux - Sous l'ancien régime, assemblée des trois ordres, convoquée par le roi - lorsqu'il le juge nécessaire - souvent pour le conseiller lorsqu'il souhaite lever de nouveaux impôts.
- Les Communes - Le corps formé le 11 mai 1789 par le tiers état. Le 12 juin 1789, les Communes invitèrent les autres ordres à les rejoindre, ce que firent quelques membres du clergé.
- L'Assemblée nationale - Le 17 juin 1789, les Communes se déclarèrent Assemblée nationale. Elle devint rapidement...
- L'Assemblée nationale constituante - Du 9 juillet 1789 au 30 septembre 1791, cette assemblée eut à la fois un rôle législatif et la charge de rédiger la constitution de la France. Elle proclama sa propre dissolution en faveur de...
- L'Assemblée législative - Du 1er octobre 1791 à septembre 1792, L'Assemblée Législative, élue par les citoyens actifs, fut le parlement de la monarchie constitutionnelle, puis, après la chute du roi, de la république.
- La Commune de Paris - Lors de la chute du roi, la municipalité de Paris s'érigea en gouvernement révolutionnaire concurrent de l'Assemblée législative.
- Le Comité provisoire exécutif - Dirigé par Danton, il fonctionna aussi en août-septembre 1792 comme un gouvernement parallèle.
- La Convention nationale, appelée aussi La Convention - Elle se réunit pour la première fois le 21 septembre 1792 et proclama l'abolition de la royauté, ce qui fit place à la Première République[3].. Après la chute de Robespierre, le 9 thermidor (27 juillet 1794), la convention est généralement appelée Convention thermidorienne. Trois comités de la Convention nationale eurent un rôle important :
  - Le Comité de salut public - Sous la Convention, ce comité devient l'un des principaux organes de gouvernement de la France. Après le 9 thermidor, il fut maintenu, mais avec des pouvoirs réduits.
  - Le Comité de sûreté générale - Chargé de coordonner l'effort de guerre.
  - Le Comité d'instruction publique.
- Le Directoire - À partir du 5 fructidor an III (22 août 1795), La Convention fut remplacée par le Directoire, un régime bicaméral à dominante bourgeoise. Ses deux chambres étaient :
  - Le Conseil des Cinq-Cents,
  - Le Conseil des Anciens, ou Sénat.
  - Cinq directeurs, choisis par les Anciens dans une liste élue par les Cinq-Cents.
- Le Consulat - Par le coup d'État du 18 Brumaire (9 novembre 1799), Napoléon Bonaparte mit fin au Directoire et instaura le Consulat. Le Consulat est parfois considéré comme la dernière période de la Révolution. Cependant, les historiens actuels considèrent plutôt qu'il forme un tout avec le Premier Empire.

## Groupes politiques

### Groupes politiques royalistes
- Monarchistes ou Royalistes : Partisans de la monarchie des Bourbons, sous sa forme absolue ou sous sa forme constitutionnelle. Ont fondé le 'Club des Monarchiens'. Leur chef est le comte de Lally-Tollendal.
- Chouans : groupes contre-révolutionnaires actifs dans les régions de l'Ouest et le marais vendéen. Ils disparaîtront sous l'Empire.
- Émigrés : personnes ayant quitté la France, souvent pour l'Angleterre, les principautés Allemandes ou Italiennes, mais aussi les États-Unis et la Russie pour fuir la Révolution d'abord pour montrer leur désaccord puis pour sauver leur vie (notamment les membres de la noblesse et le clergé réfractaire)
- Réfractaires : religieux qui ayant refusé de prêter serment à la République doivent 'prendre le maquis'.
- Club de Clichy - royalistes à droite des thermidoriens.

### Groupes politiques républicains
- Républicains - Partisans d'un système sans roi.
- Jacobins - Au sens strict, membres du Club des Jacobins, mais plus largement, tout révolutionnaire partisan de l'unité du peuple révolutionnaire.
- Girondins - Groupe de douze députés républicains, plus modérés que les Montagnards. Parfois appelés (par amalgame), Brissotins.
- Cordeliers - Membres du Club des Cordeliers fondé à Paris en avril 1790. Radicaux de gauche. Après la chute des Girondins, le club se divisa en Indulgents (Dantonistes) et Exagérés (Hébertistes).
- Exagérés ou hébertistes - Frange radicale des Montagnards, présents au sein du Club des Cordeliers et de la Commune de Paris, partisans d'une d’application radicale de la violence révolutionnaire et de la déchristianisation.
- Indulgents ou dantonistes - Frange modérée des Montagnards, présents au sein du Club des Cordeliers, opposés à l'application radicale de la violence révolutionnaire.
- Montagnards - Souvent membres (ou ex-membres) des jacobins, les Montagnards sont des républicains radicaux au pouvoir après la chute de la Gironde.
- Enragés - Radicaux qui eurent notamment pour représentant le prêtre constitutionnel Jacques Roux. Ils revendiquent l'égalité civique et politique mais aussi sociale.
- Thermidoriens - Républicains plus modérés ayant pris le pouvoir après la chute de Robespierre et des Montagnards, le 9 thermidor.
- Crêtois - Députés montagnards qui s'opposent à la réaction thermidorienne.
- Plaine ou le Marais est le nom donné au groupe le plus modéré, mais le plus nombreux (environ 400 députés) de la Convention nationale.
- Néo-jacobins - Républicains qui se réclament des principes montagnards ou jacobins sous le Directoire.
- Babouvistes - Faction, de tendance communiste, dirigée par Gracchus Babeuf, qui défendait un point de vue montagnard pendant la Convention thermidorienne, ayant organisé la Conjuration des Égaux après la fermeture du Club du Panthéon.

### Autres groupes politiques
- Feuillants - Membres du Club des Feuillants, issu d'une scission des Jacobins, favorables à la monarchie constitutionnelle.
- Bonapartistes - Partisans de Napoléon Bonaparte, particulièrement ceux qui soutinrent l'avènement de l'Empire.

## Taxes de l'Ancien Régime
- Le dixième est l'obligation pour les propriétaires d'immeubles et de terres de verser 10 %  du revenu de leurs biens et activités au clergé catholique.
- La corvée est un impôt en nature. La corvée royale est l'obligation faite aux habitants de fournir un certain nombre de journées de travail pour l'entretien de routes. La corvée seigneuriale est l'obligation faite à un vassal de fournir à son seigneur un certain nombre de jours de main d'œuvre gratuite.
- La taille est un impôt direct sur les personnes et sur les biens
- La gabelle est un impôt indirect sur le sel
- Les aides sont des impôts indirects sur la circulation des biens de consommation.

La collecte de la gabelle et des aides étaient sous-traitées à des fermiers généraux.

## Le calendrier républicain
Dans ce calendrier l'An I de la République commençait le 22 septembre 1792. Certains événements sont habituellement nommés par leur date dans le calendrier républicain :
- 9 thermidor an II - Chute de Robespierre et des Montagnards (27 juillet 1794).
- 18 fructidor an V - Coup contre la tentative de restauration monarchiste (4 septembre 1797).
- 22 floréal an VI - Coup dans lequel 106 députés de gauche furent privés de leur siège (11 mai 1798).
- 30 prairial an VII - Coup préparé par le général Joubert, par lequel quatre directeurs furent forcés à démissionner (18 juin 1799).
- 18 brumaire an VIII - Le coup qui porta Napoléon Bonaparte au pouvoir (9 novembre 1799).

## Armée et guerres
Article détaillé : Guerres de la Révolution française.
- Les bataillons de volontaires nationaux
- Le premier amalgame également connu sous les noms de première réorganisation ou première formation est un amalgame des deux armées françaises composées des régiments d'Ancien Régime, les ci-devant, et bataillons de volontaires nationaux. Les régiments deviennent des demi-brigades.
- La Première Coalition - s'opposent à la France 1793 - 1797 : l'Autriche, l'Angleterre, la Prusse, la Sardaigne, les Pays-Bas, et l'Espagne.
- La Seconde Coalition - s'opposent à la France 1798 - 1800 : l'Autriche, l'Angleterre, la Russie, et la Turquie.
- Les guerres de Vendée et guerres des chouans - Révolte monarchiste et catholique des paysans de l'ouest de la France, contre le gouvernement révolutionnaire, de l'an III à VI (1793 à 1796).
- Armée des princes : armée formée sur l'initiative des membres de la famille royale émigrés qui combattait les armées révolutionnaires.

## Symboles
- Fleur de lys - le lys d'or sur fond bleu, emblème de la monarchie.
- La Marseillaise - d'abord un simple "Chant de guerre pour l'armée du Rhin" qui devient l'hymne républicain.
- Le drapeau tricolore - drapeau de la République, composé de trois bandes verticales bleu, blanc, rouge (bleu et rouge représentent les couleurs de la ville de Paris, et le blanc la monarchie)
- le bonnet phrygien - bonnet rouge, symbole des esclaves affranchis
- La « Déclaration des droits de l'homme et du citoyen » - Texte fondamental de la Révolution Française, qui énonce un ensemble de droits naturels.

### Cocardes
Pour les articles homonymes, voir Cocarde (homonymie).
Les cocardes sont des rosettes ou rubans portés comme un badge, habituellement sur un chapeau.
- Cocarde noire : c'est celle de la noblesse antirévolutionnaire. Aussi celle de la révolution américaine auparavant ;
- Cocarde verte : comme la « couleur de l’espoir », le symbole du début de la révolution, avant l’adoption du tricolore puis celle de la Terreur Blanche, à la Restauration ;
- Cocarde tricolore : symbole de la révolution (peu de temps après la prise de la Bastille) et plus tard de la première république. À l’origine formée comme une combinaison de bleu et rouge (les couleurs de Paris) avec le blanc royal ;
- Cocarde blanche : symbole des royalistes.

D’autres pays et armées de l’époque avaient le plus souvent leurs propres cocardes.

## Religion
- La Constitution civile du clergé - 1790, confisque les biens immobiliers de l’Église et fait du clergé catholique des employés de l’État,
- Culte de la Raison et de l'Être suprême - religion officielle au maximum du jacobinisme radical des ans II et III (1793-4).
- « Prêtre jureur », « Prêtre constitutionnel »  - un prêtre ou un autre membre du clergé qui prête serment sous la constitution civile du clergé.
- « Non-jureur », « prêtre réfractaire », « insermenté » - désigne les membres du clergé qui ont refusé de prêter serment à la constitution.

## Autres termes
- Assignats - notes et billets créés comme monnaie entre 1790 et l’an VI (1796) basée sur la valeur des biens de l’Église et des nobles que l’État s’est approprié.
- Cahier de doléances - recueil des souhaits de la population, destinés à préparer les travaux des états généraux de 1789.
- Déclaration des droits de l'homme et du citoyen : celle de 1789 (« Les hommes naissent et demeurent libres et égaux en droits. »), de 1793 (« Le but de la société est le bonheur commun. »), de 1795 (« Les droits de l'homme en société sont la liberté, l'égalité, la sûreté, la propriété. »).
- fuite de Louis XVI et arrestation à Varennes, au cours de laquelle la famille royale tenta sans succès, les 20 et 21 juin 1791, de quitter la France, avant d'être arrêtée à Varennes-en-Argonne.
- La Grande Peur - réfère à la période de juillet et août 1789 quand les paysans pillèrent les châteaux des nobles et brûlèrent les documents qui enregistraient leurs obligations féodales.
- Lettre de cachet - sous l'Ancien Régime un document privé et scellé qui peut emprisonner ou exiler un individu sans recours aux tribunaux.
- Gauche et droite - ces termes politiques furent créés à cette époque en fonction de l’emplacement où siégeaient les tendances dans le parlement. À l’époque, « droite » signifie le support des intérêts monarchiques et aristocratiques, puis de la bourgeoisie, tandis que « gauche » signifie les « partageux », défenseurs du tiers état, partisans de l’égalité et de la République.
- Terreur - mot péjoratif décrivant une période aux contours imprécis entre 1792 et 1794, forgé et popularisé lors de la réaction thermidorienne, qui a pour but de condamner politiquement les agissements des dirigeants du fait de l'ensemble des violences révolutionnaires qui se sont produites jusqu'au 28 juillet 1794 (le 10 thermidor de l'an II), moment de la chute de Robespierre.